# دوروثي فون أنهالت تسيربست
دوروثي فون أنهالت تسيربست (بالألمانية: Dorothea von Anhalt-Zerbst )‏ (و. 1607 – 1634 م) هي أرستقراطية ألمانية، ولدت في تسيربست، توفيت في هيتسآكر، عن عمر يناهز 27 عاماً.